# Cabiria
Cabiria es una película de género colosal o péplum de Giovanni Pastrone (que firmaba con el seudónimo de Piero Fosco), estrenada el 18 de abril de 1914 y ambientada en la Roma de la segunda guerra púnica.
Cuenta la historia de Cabiria, niña de la nobleza romana, que, junto a su aya, sufre esclavitud por parte de los cartagineses y que, tras muchas peripecias, es liberada al tiempo que Cartago es derrotada por Roma. Su guion está inspirado muy libremente en la novela de Gustave Flaubert Salambó.

## Argumento
La película está dividida en cuatro partes:

### Primera parte
Cabiria, niña de una familia romana patricia, vive en Sicilia con su padre Batto. Cuando el Etna entra en erupción y su hogar queda bajo escombros, la joven es salvada por su nodriza Croessa, y huyen por mar.

### Segunda parte
Cabiria y su aya son raptadas por piratas fenicios y vendidas como esclavas al sumo sacerdote Karthalo en el mercado de Cartago. Por defender a la niña, Croessa es azotada brutalmente y dada por muerta. Cabiria espera para ser sacrificada al dios Moloch cuando es rescatada por Fulvio Axila, un noble romano, y su esclavo, el gigante Maciste, tras ser avisados por Croessa, que ha sobrevivido a la agresión.

### Tercera parte
Aníbal cruza los Alpes al mando del ejército cartaginés. Mientras tanto, nuestros protagonistas son traicionados por los cartagineses, que logran capturar a Maciste y Cabiria. Esta pasa a servir a la hija de Asdrúbal Giscón, Sofonisba, enamorada del rey de Numidia Masinisa, mientras que Maciste es encadenado a una gigantesca piedra.

### Cuarta parte
La flota romana es destruida en Siracusa mediante un ingenio de Arquímedes. Pasan los años y Masinisa ha sido destronado por Sífax, rey de Cirta, lo que le ha llevado a aliarse con Roma. En Cartago, Sofonisba es entregada en matrimonio contra su voluntad a Sífax. Fulvio, que había escapado, entra como espía en Cartago y consigue liberar a Maciste. Masinisa, al frente de tropas romanas, consigue entrar victorioso en Cartago y libera a Cabiria. Sofonisba es reclamada como sierva por Escipión el Africano, pero Masinisa le permite suicidarse ingiriendo un veneno. Por fin, Fulvio y Cabiria logran reunirse, al tiempo que Roma vence definitivamente a los cartagineses.

## Comentario

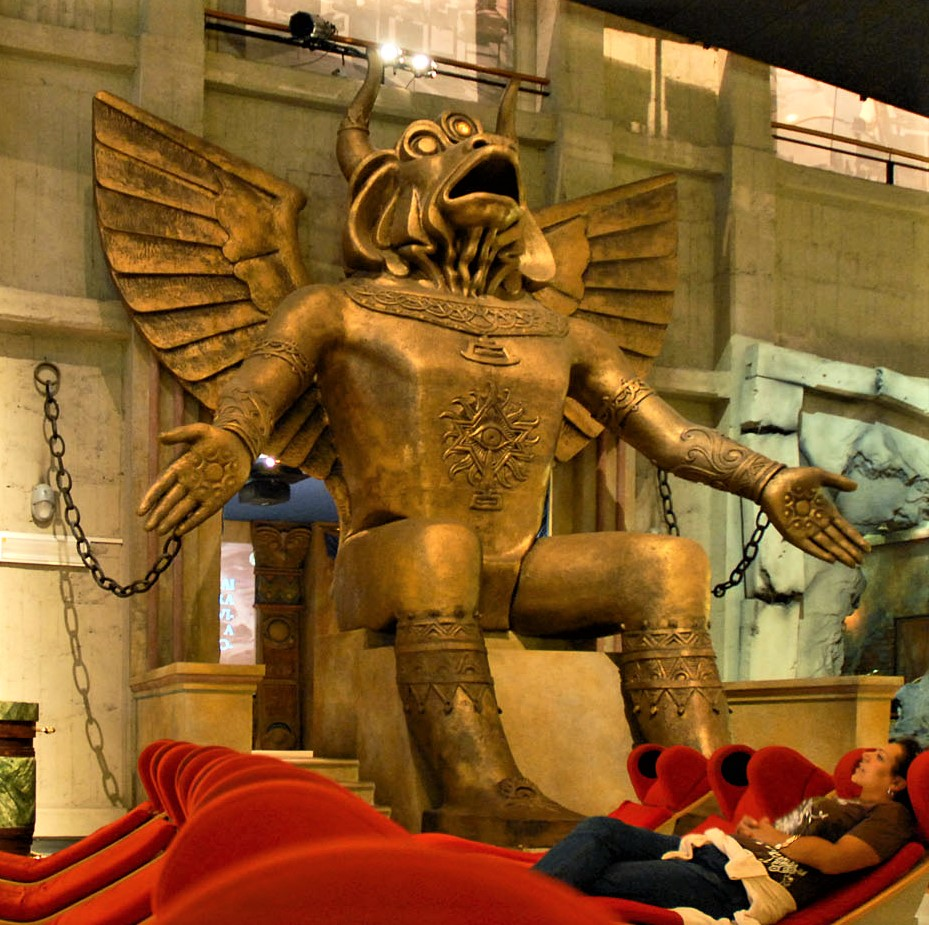
Estatua de Moloch de la película Cabiria (1914). La estatua se encuentra en el Museo Nacional del Cine de Turín.

A la altura de 1914, Italia domina la industria cinematográfica mundial apoyándose en el prestigio del colosal, un tipo de cine de largo metraje y puesta en escena espectacular. El éxito del Quo vadis de (1913) de Enrico Guazzoni, con más de dos horas de largometraje, anima a la productora Itala Film de Giovanni Pastrone (que ya había dirigido La caída de Troya en 1910) a embarcarse en la mayor superproducción cinematográfica rodada hasta la fecha. No se escatiman medios para lograrlo, contrantando incluso al escritor más célebre de Italia, Gabriele D'Annunzio, para redactar los intertítulos.
El rodaje se llevó a cabo en exteriores de Túnez, Sicilia y los Alpes. En estudio, se fabricaron inmensos decorados y participaron miles de extras.
Pastrone, que firmó la película como Piero Fosco, utilizó con maestría todos los medios que el lenguaje del cine había desarrollado hasta la fecha, y contó, como operador y director de trucajes, con la participación del turolense Segundo de Chomón. Este montó complicados travellings (llamado en este momento carrello), que ponen de manifiesto la majestuosidad de la puesta en escena.
Escenas inolvidables del filme serían la batalla de Siracusa, el paso de los Alpes por parte del ejército de Aníbal y, particularmente, la imagen del Templo de Moloch, con la colosal efigie de bronce donde Cabiria espera ser sacrificada.
El personaje más recordado de esta película es el interpretado por el estibador portuario Bartolomeo Pagano, el forzudo Maciste, que a partir de esta película desarrollará una importante carrera como actor.
A las puertas de la Primera Guerra Mundial, el filme reflejaba el afán de expansionismo italiano del periodo del Imperialismo y Colonialismo. Remitiendo a la victoria de Roma sobre Cartago, se establecía un paralelo con la reciente conquista de posiciones del Imperio otomano en Libia en la guerra ítalo-turca (1911-1912).
Cabiria influyó decisivamente en la concepción de las obras de largo metraje de David W. Griffith, por su tema histórico, puesta en escena grandilocuente y grandes movimientos de masas. Este «colosal» italiano constituyó un éxito mundial, que llevó al cine de Griffith a emprender proyectos como El nacimiento de una nación (1915) o Intolerancia (1916).
El 27 de mayo de 2006 se presentó una copia restaurada de la película Cabiria en el Festival Internacional de Cine de Cannes, tras su reestreno en marzo de 2006 con orquesta en directo en Turín.